# ベドウィン (駆逐艦)
ベドウィン (HMS Bedouin) は、イギリス海軍の駆逐艦。トライバル級。艦名はアラビア半島の遊牧民「ベドウィン」に因む。

## 艦歴
ウィリアム・デニー社で建造。1936年6月19日発注。1937年1月13日起工。同年12月21日進水。1939年3月15日竣工、または3月14日就役。
本国艦隊の第6駆逐艦戦隊に所属する。「ベドウィン」はドイツ装甲艦「ドイッチュラント」に拿捕されたアメリカ船「City of Flint」の奪還任務に投入されたが、「City of Flint」はノルウェーに抑留されたのち、アメリカに返還された。
1940年、ノルウェーの戦いに参加。4月12日、「ベドウィン」はドイツ潜水艦「U25」の雷撃を受けたが、魚雷は外れた。続く第2次ナルヴィク海戦にも参加、「エスキモー」（HMS Eskimo）と共同してドイツ駆逐艦1隻を屠った。5月4日、ドイツ軍機に撃沈されたポーランド駆逐艦「グロム」の生存者を軽巡洋艦「エンタープライズ」（HMS Enterprise）と共に救助した。
1941年3月、クレイモア作戦（ロフォーテン諸島襲撃）に参加。「ベドウィン」はノルウェー船「Mira」を沈めた。
11月、PQ3船団を護衛した。
1942年6月、ハープーン作戦に参加。6月15日、船団はイタリア艦隊（軽巡洋艦「エウジェニオ・ディ・サヴォイア」、「ライモンド・モンテクッコリ」、駆逐艦5隻）の攻撃を受けた。「ベドウィン」以下第11駆逐艦戦隊はイタリア巡洋艦へ突撃したが、「ベドウィン」は12発被弾。駆逐艦「パートリッジ」に曳航されて西へ向かったが、再びイタリア艦隊に捕捉され、「パートリッジ」は曳航をやめて「ベドウィン」を煙幕で覆うと退避した。その後、パンテッレリーア島より飛来したイタリア軍の2機のS.79雷撃機の内の1機が「ベドウィン」に魚雷を命中させ、「ベドウィン」は乗員28名とともに沈没した。雷撃したS.79は「ベドウィン」に撃墜されている。